# Джон Тайлер
Джон Та́йлер (англ. John Tyler; 29 березня 1790 — 18 січня 1862) — десятий президент США (1841–1845 роки). Тайлер був першим президентом, який вступив на посаду як віцепрезидент по смерті чинного глави держави.

## До президентства
Родом з Вірджинії, вивчав юриспруденцію, у 1816—1821 рр. входив до палати представників у конгресі; під час дебатів про Міссурійську угоду висловився у принципі проти рабства, але з тим проти права союзу наказувати чи забороняти рабство у окремих штатах. У 1825—1827 рр. був губернатором Вірджинії, в 1827—1836 рр. — сенатором від цього штату. При створенні партії вігів Тайлер — що суперечило його попереднім діям — виявився її членом. У 1840 р. він був висунутий партією вігів як кандидат на посаду віце-президента і обраний на цю посаду. 4 березня 1841 р. він розпочав виконання своїх зобов'язань, а 4 квітня 1841 р. став президентом внаслідок смерті Вільяма Гаррісона.

## Президентство
Він не виправдав очікувань своєї партії; навпаки, у системі керування він схилявся на бік демократів. У результаті накладення ним вето на певні законопроєкти конгресу, в якому переважали вігі, кабінет, призначений ще Гаррісоном, пішов у відставку у липні 1841 р., і Тайлер змушений був більш відкрито взаємодіяти з демократами. Це викликало сильне невдоволення; його портрети у багатьох місцях були урочисто спалені на народних мітингах. Тайлер продовжував, проте, власну політику й під кінець правління (1845) був у ворожих стосунках з конгресом.

## Оцінка правління
Президентство Тайлера було невиправданим в американській історії, виключаючи лише одномісячне перебування на посаді Гаррісона. У цій оцінці нічого не змінилося до сьогодні. Іноземні спостерігачі того часу вважали його навіть ознакою майбутнього краху і розвалу Сполучених Штатів. Однак, незважаючи на недостатню особисту придатність Тайлера, можна легко побачити, що його президентство мало в конституційно-правовому відношенні важливе значення, зміцнивши інститут президентства по відношенню до ворожого Конгресу насамперед у досі нез'ясованому питанні визнання успадкування посади і тим самим перешкодивши зведенню ролі інституту президентства до рівня футбольного м'яча між партійно-політичними інтересами. Тайлер у ролі слухняної маріонетки в руках Клея був би для конституційно-правового розвитку Сполучених Штатів більш фатальним, ніж Тайлер як противник Клея. Навіть якщо Тайлер особисто програв Клею у боротьбі за владу, то інститут президентства вийшов із цього конфлікту скоріше загартованим.

## Останні роки життя та смерть
Його звільнення з посади було гідним і більш блискучим, ніж його політична кар'єра, і він був упевнений, що історія колись визнає його правоту. Він повернувся на свою плантацію у Віргінії до сім'ї, звідки підтримував контакти з демократичною партією, проте активно не втручаючись у політику. Натомість присвятив себе своєму колишньому коледжу у Вільямсбурзі, де служив канцлером в останні роки свого життя. Тільки громадянська війна, виникнення якої становило серйозну загрозу, вирвала його з блаженного сільського життя, і в лютому 1861 року він як голова одного з конвентів штатів, створених з ініціативи Вірджинії, ще раз повернувся до Вашингтона, щоб сприяти останній спробі запобігти війні, яка загрожувала спалахнути. Коли стала очевидна марність цих зусиль, він порадив своєму рідному штату відокремитися і запропонував свої послуги тимчасовому установчому конгресу південних штатів, до якого його було обрано. У листопаді його обрано до Палати представників Конфедеративних Штатів Америки, але перш ніж зміг вступити на свою посаду, він помер 18 січня 1862 року незадовго до 72-го дня народження.
Похований в Ричмонді, штат Вірджинія на кладовищі «Голлівуд», на якому також покоїться Джеймс Монро (перепохований в 1858 р.)

## Цікаві факти
- Президент Тайлер помер у Ричмонді, який контролювався Конфедерацією, і йому були влаштовані пишні державні похорони, а труна покрита прапором конфедератів. Тим самим він став єдиним президентом США, церемонію поховання якого влаштовувала інша держава під іншим прапором;
- Перший президент США, який народився після проголошення Незалежності;
- У 1844 році, будучи президентом, 54-річний Тайлер вдруге одружився з 24-річною донькою колишнього сенатора штату Нью-Йорк Джулії Гардінер (він був першим президентом, який одружився під час перебування на посаді);
- Батько президента Джон Тайлер — старший був близьким приятелем Томаса Джефферсона;
- Перший віцепрезидент, який через смерть попередника зайняв посаду президента США.
- Президент багатодітний-тато він мав 15 дітей — це рекорд для президентів США.

## Сім'я

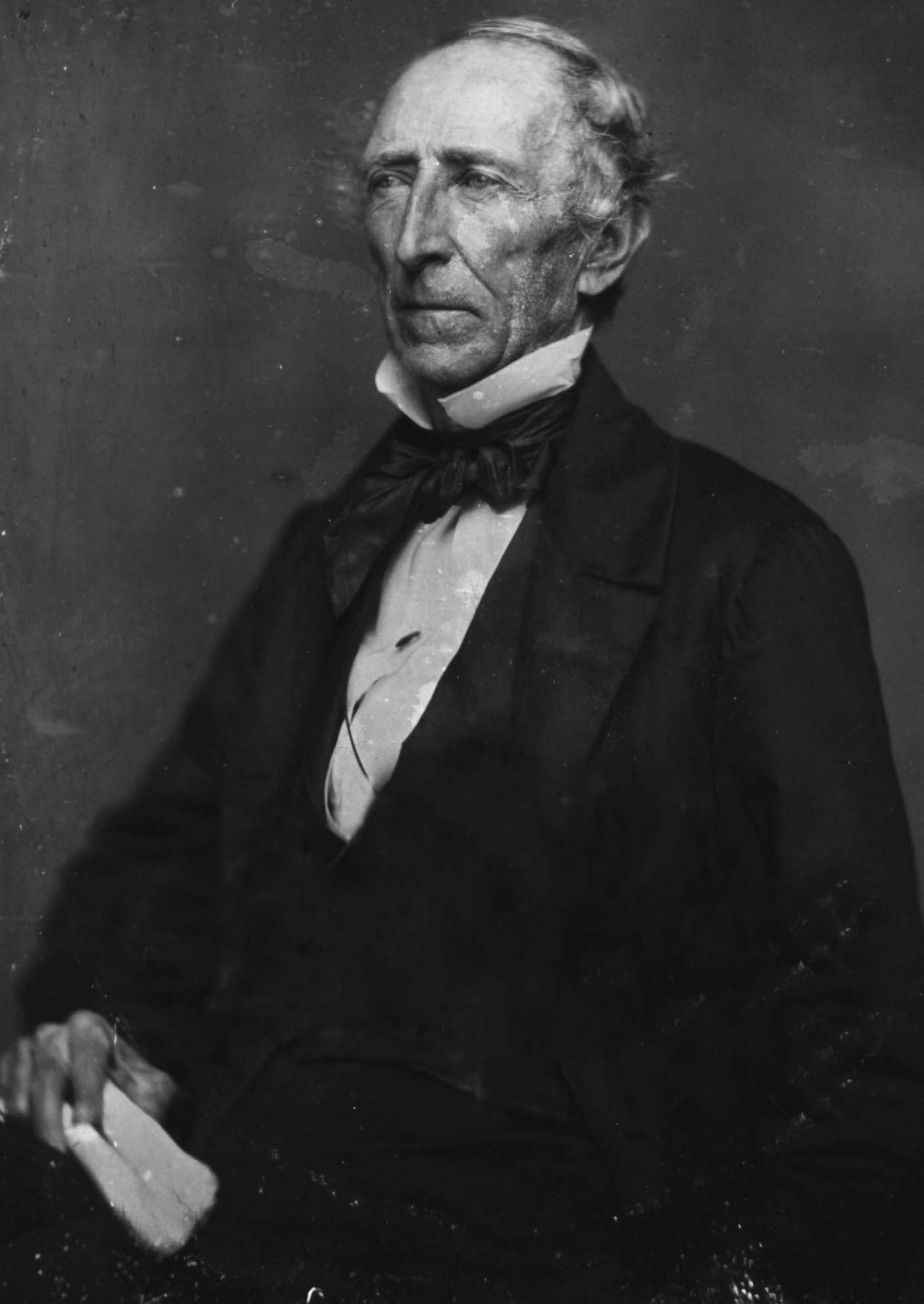
Дагеротип Тайлера
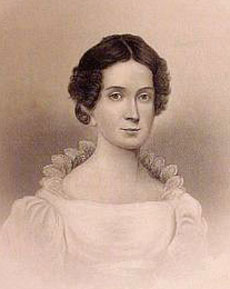
Перша дружина Тайлера Летиція
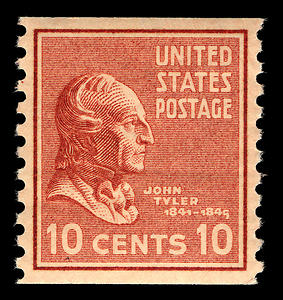
Поштова марка США із зображенням Джона Тайлера

У 1861 р., після відділення південних (рабовласницьких) штатів від Союзу, Тайлер, як віргінець, був у лавах і був обраний членом сенату Південної Конфедерації. Життя його описав його син, Лайон Гардінер Тайлер (Ричмонд, 1884).
Тайлер був одружений двічі, вже президентом, з жінкою на 30 років його молодшій. Від двох дружин у нього було 15 дітей. Його наймолодша дитина, дочка Перл (1860—1948), була на 45 років молодше найстаршої дитини, дочки Мері (1815—1848), і померла через 100 років після неї. Джон Тайлер має двох іще живих внуків, які живуть у родовому маєтку Тайлерів.